# Arxipèlag Chinijo
L'Arxipèlag Chinijo és un arxipèlag d'illes i illots situat al nord de Lanzarote. Està format per les illes: Montaña Clara, Roque del Este, Roque del Oeste, Alegranza i La Graciosa. Actualment és un parc natural (declarat pel Decret 89/1986, de 9 de maig, de Declaració del Parc Natural dels Illots del Nord de Lanzarote i dels Cingles de Famara i reclassificat per la Llei 12/1994, de 19 de desembre, d'Espais Naturals de Canàries com a parc natural). L'arxipèlag té un gran valor científic a l'albergar espècies amenaçades i protegides per disposicions legals internacionals.
És la reserva marina més gran d'Europa, amb 700 quilòmetres quadrats. Les seues aigües són més fredes que a la resta de Canàries per la influència d'aigües que afloren a la costa africana, riques en nutrients i responsables de la riquesa pesquera d'aquesta zona atlàntica.
L'1 d'abril del 2015 el projecte Lanzarote i arxipèlag Chinijo va obtenir el títol de Geoparc a França. Després de El Hierro, és el segon territori de Canàries que obté aquesta distinció de la Xarxa Europea de Geoparcs, afavorida per la Unesco. Es converteix en el Geoparc número 11 i en el membre número 65 d'aquesta Xarxa Europea.